# OSDN
Open Source Development Networkこと略称OSDN（オーエスディーエヌ）は、かつて存在した日本向けのオープンソースソフトウェアプロジェクト向けのホスティングサイト。元はSourceForge.netの姉妹サイトとしてSourceForge.JPという名称で設立されたが、2015年5月11日にサイト名称がOSDNに変更され、2025年3月31日に閉鎖された。閉鎖時点では中国企業の开源中国（OSCHINA）が運営していた。

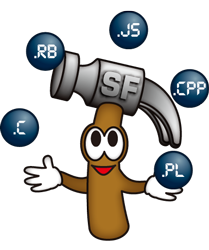
SourceForge.JPの公式キャラクター

## 概要
提供されているサービスはSourceForge.netとかぶる部分が多いが、コンパイルファームのようにOSDNにしかないサービスもある（詳細はサービスの節を参照）。OSDNではホスティング費用は発生しないが、オープンソースプロジェクトホスティングサイトなので、開発成果はオープンソースとして公開する必要がある。ライセンスはOSIにオープンソースライセンスとして承認されているものが利用可能。企業によるオープンソース活動の拠点としても利用されており、登録開発者には個人のほか、それらの企業に所属する開発者も多い。
开源中国の買収を境に接続が不安定な状況が続いた。このため、GitHubなど他のホスティングサービスに移行したプロジェクトも存在する。
2017年4月時点での登録プロジェクト数は6,174、登録ユーザ数は53,997。
2025年3月31日、サービス終了。

## 沿革
SourceForge.netの日本語版サイトとして、VA Linux Systems JapanのOSDN事業部によって2002年に設立。2002年3月ベータ公開、2002年4月正式運用開始。
2007年8月、佐渡秀治がOSDN株式会社を設立し、2007年9月1日にVA Linux Systems JapanからスピンオフしたOSDN株式会社に事業譲渡された。
2015年5月11日、SourceForge.JPからOSDNに改名。
2016年10月3日からサイトドメインがosdn.jpからosdn.netへと変更された。他サイトの不祥事(SourceForge.net)が要因で海外オープンソースプロジェクトの登録が増加し、ダウンロードミラーサーバーが海外に設置されるなどしてjpドメインの実態がそぐわなくなってきたため。
2020年2月1日、OSDN株式会社から株式会社アピリッツに事業が譲渡され、全従業員は新設されたOSDN部に移動した。OSDN株式会社の社長および所有者であった佐渡秀治は2021年10月14日に株式会社アピリッツを退社した。
2022年、株式会社アピリッツから中国企業の开源中国（OSCHINA）に譲渡された。
2025年3月31日、サービスを終了し23年の歴史に幕を閉じた。

## サービス
OSDNで提供されている主なサービスは以下のとおり。

### CVS/SVN/Git/Mercurial/Bazaarリポジトリ
ソースコードをバージョン管理するためのリポジトリ。従来はバージョン管理システムとしてCVSだけが利用可能だったが、2007年3月からSubversion (SVN)、2008年11月からGit、2009年10月からMercurial、2009年11月からBazaarも利用可能になった。

### プロジェクトWiki
2007年に追加されたWikiツール。Trac、MoinMoin風の文法が使えるが、実装はOSDN独自のもの。ファイルリリースやトラッカーなどOSDNの他のツールの情報を埋め込むためのプラグインを備えている。

### プロジェクトWeb
ホスティングされているプロジェクトが自由に使えるWebスペース。CGI等も自由に設置できる。基本的にサイト名は「プロジェクト名.osdn.jp」となるが、独自ドメインを所持している場合はそれを割り当てることもできる。

### コンパイルファーム
ソフトウェアをビルドするためのサーバ群。SSHで接続して利用する。ちなみにSourceForge.netではコンパイルファームは提供されていない。2010年11月末でサービス終了。以下のプラットフォームが利用可能だった。
| アーキテクチャ | OS               |
| -------------- | ---------------- |
| x86            | Debian GNU/Linux |
| x86-64         | Debian GNU/Linux |
| x86            | NetBSD           |
| PPC            | Mac OS X         |

### シェルサーバ
シェルの機能を利用するためのサーバ。主にプロジェクトWebのコンテンツ管理に用いる。

### トラッカー
バグ報告や機能の追加要望等を管理するためのツール。

### ML/フォーラム
開発者間、開発者/利用者間でコミュニケーションを取るためのメーリングリストとディスカッションフォーラム。

### ファイルリリース/ダウンロードミラー
ソフトウェアのパッケージ（バイナリパッケージやソースパッケージなど）を配布するためのツール。ファイルリリースに登録したパッケージは、ミラーサーバ群にもコピーされる。

## ホスティングされている主なプロジェクト
- akj eclipse rcp[リンク切れ]：Eclipse RCPを利用したマルチメディアツール群
- All-In-One Project[リンク切れ]：開発に便利なツールをまとめたインストーラ（All-In-One Eclipse、All-In-One Trac）
- Amateras[リンク切れ]：Javaベースの開発ツール/ドキュメント
- Anthy：かな漢字変換エンジン
- BathyScaphe：Mac OS X用の２ちゃんねるブラウザ
- Berry Linux：マルチメディアに強いライブCD Linux
- blanco Framework[リンク切れ]：Excelブックの仕様書からソースを自動生成するツール
- Cabos：Javaで書かれたクロスプラットフォームのP2Pツール
- FFFTP：Windows用2ペイン型FTPクライアントソフト
- GLOBALBASE PROJECT[リンク切れ]：完全自律分散型のGIS
- CotEditor[リンク切れ]：Mac OS X用のテキストエディタ
- Hinemos：複数のコンピュータを単一のシステムイメージで運用管理
- M+ FONTS：フリーな日本語フォント
- MergeDoc[リンク切れ]：Eclipse用の日本語化関連ツール、プラグイン
- Mysaifu JVM[リンク切れ]：Windows Mobileで動作するJVM（Java Virtual Machine）
- Network Kanji Filter (nkf)：歴史の長い文字コード変換ツール
- NNsi：PalmOS用のWebクライアント集
- PukiWiki：PHPで動作するWikiツール
- Tera Term：Windows用の端末エミュレータ/SSHクライアント
- TOMOYO Linux：LinuxをセキュアOS化するソフトウェア
- ギコナビ：老舗のWindows用２ちゃんねるブラウザ
- さきゅばす[リンク切れ]：ニコニコ動画の動画をコメント付きで保存するツール
- シイラ：WebKitベースのMac OS X用Webブラウザ
- プロパティエディタ開発プロジェクト[リンク切れ]：Unicode参照文字で書かれたプロパティファイルを直接編集
- 風博士：肉の日（毎月29日）リリースで有名なGeckoエンジンベースのWebブラウザ